# Ludenhatten
Ludenhatten är ett naturreservat i Piteå kommun i Norrbottens län.
Området är naturskyddat sedan 2011 och är 2,2 kvadratkilometer stort. Reservatet omfattar höjden Ludenhatten och mindre våtmarker och en tjärn i nordväst. Reservatet består mest av gammal skog med tall och gran.